# Morska mina
Morska mina je eksplozivna naprava, ki se uporablja za uničevanje ladij ali podmornic. Detonator je kontaktni ali pa bližinski (magnetni). Princip je isti kot pri kopenskih ali protioklepnih minah, le da so morske mine precej večje.
Lahko se uporabljajo ofenzivno, tako da se minira sovražnikove ladijske poti in pristanišča ali pa defenzivno, tako se zavaruje prijateljska pristanišča. Mine se lahko polaga z ladjami, podmornicami in tudi z letali ali helikopterji. Med prvo svetovno vojno so bile morske mine pravo nevarno orožje za ladje in podmornice. 21. novembra 1916 je morska mina potopila največjo ladjo tistega časa, britansko bolniško ladjo HMHS Britannic, ki je bila sestrska ladja RMS Titanic. Med drugo svetovno vojno so Američani iz bombnikov B-29 s padali odmetovali mine v japonska pristanišča in s tem povzročili veliko škode japonskih tovornim ladjam.
Morske mine so sorazmerno poceni in učinkovito orožje, njihovo odstranjevanje pa je lahko drag in zamuden proces. Na svetu še vedno obstaja več minskih polj iz druge svetovne vojne, ki so kljub starosti še vedno nevarne.